# Zona de baixas emissões
Uma zona de baixas emissões (ZBE), também denominadas Zonas de Emissões Reduzidas (ZER), é uma área geográfica definida, principalmente em áreas urbanas, na qual é restringido ou dissuadido o acesso de alguns veículos poluentes com o objetivo de reduzir a poluição do ar e melhorar a qualidade do ar local. Isto pode favorecer veículos como bicicletas, veículos de micromobilidade, certos veículos movidos a combustíveis alternativos, veículos híbridos elétricos, híbridos plug-in e veículos de zero emissões, bem como veículos totalmente elétricos.

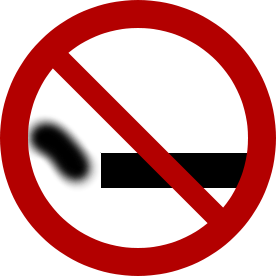
Sinal de trânsito de uma Zona de Baixas Emissões.

Há também o conceito de zona de zero emissões (ZZE) que é uma ZBE onde apenas veículos de zero emissões (VZE) são permitidos. Nestas áreas, todos os veículos com motor de combustão interna são proibidos; isto inclui quaisquer veículos híbridos plug-in que apenas podem circular se forem de emissão zero. Apenas veículos elétricos a bateria e veículos a hidrogénio são permitidos numa ZZE, juntamente com os peões e os ciclistas e veículos de transporte público totalmente elétricos, por exemplo, comboios (trens) ligeiros, tranvias (elétricos ou bondes), autocarros (ônibus) elétricos.

## Funcionamento
Em muitas ZBE, os veículos que não atendem aos padrões de emissão estabelecidos pela ZBE não são impedidos de entrar na ZBE (ou seja, podem passar as barreiras de entrada automatizadas), mas são simplesmente multados se entrarem na zona. Em alguns casos, a multa pode não ser aplicada se entrar na ZBE com um veículo que não atenda aos padrões de emissão, quando uma tarifa (tarifa diária da ZBE) tiver sido paga previamente. Em algumas ZBEs, como a de Londres, isto é feito por câmaras de reconhecimento automático da placa de identificação de veículo (chapa de matrícula) que leem a placa de identificação de veículo à medida que entram na ZBE e a comparam com uma base (banco) de dados de veículos que:
- atendem aos padrões de emissões da ZBE,
- ou que estão isentos ou têm 100% de desconto na tarifa diária da ZBE,
- ou se a tarifa diária da ZBE foi paga previamente.

Esta tarifa/multa funciona como um dissuasor para aqueles condutores que circulam com um veículo que não atende ao padrão de emissão da ZBE para entrar na zona, sendo que estes condutores que possuem tais veículos poluentes tentarão evitar o pagamento desta tarifa/multa (usando vários meios ilícitos, ver "intenção e impacto real").

## Intenção e impacto real
A intenção das ZBE geralmente é melhorar a qualidade do ar nas cidades. Esta intenção é normalmente atingida, com a emissão de partículas de diesel (PM10) a diminuir na maioria das ZBE após a sua implementação.
Muitas vezes, isto é alcançado quando os condutores com veículos poluentes os substituem por veículos com menores emissões, o que pode significar a compra de um novo veículo. Alguns condutores (como os trabalhadores que carregam ferramentas pesadas ou carga), no entanto, não podem ficar sem um veículo, mas podem não ter condições de comprar veículos mais limpos não subsidiados. Portanto, em alguns lugares, como em Londres, a ZBE só é aplicada quando um programa de troca de veículos por bicicletas de carga é subsidiado.
A Federação Europeia do Transporte e Meio Ambiente é da opinião que as ZBEs devem ser gradualmente transformadas em zonas de mobilidade de emissões zero e complementarem as políticas que promovem a mudança para as alternativas limpas, incluindo as condições para os peões e os ciclistas, entre outras.
A maioria das ZBEs que não são também zonas de tarifação de congestionamento não alteram o número de veículos que entram na zona: mas algumas ZBEs (como a de Milão) funcionam também como zonas de tarifação de congestionamento e, portanto, têm o potencial de reduzir o número de condutores que se deslocam para dentro da zona.

## Implementação por país

Sinal que marca uma Zona de Baixas Emissões (ZBE) alemã. Neste caso, veículos com adesivos (vinhetas ou selos) de emissões vermelho, amarelo e verde são permitidos na zona.

### Europa
Em 2019, existiam já cerca de 250 zonas de baixas emissões (ZBE), que ajudam a cumprir os valores-limite da qualidade do ar baseados na saúde da União Europeia (Diretiva Europeia 2008/50/EC). Isto significa que os veículos poluentes podem ser proibidos de entrar numa ZBE ou, em alguns casos, podem-lhes ser cobrada uma taxa se entrarem numa ZBE.
Um sítio eletrónico denominado Regulamentos de Acesso Urbano na Europa, criado com financiamento público e administrado por uma rede de cidades e regiões europeias que operam ou preparam ZBE fornece várias informações atualizadas sobre ZBE, tais como, quais as cidades que têm ZBE, os tipos de veículos restringidos, os padrões de emissões exigidos, as tarifas de ZBE cobradas, e as suas datas de aplicação.
De acordo com uma investigação da Agência Europeia do Ambiente, vários emissores são responsáveis pela poluição. Verificou-se que – incluindo as zonas onde o valor-limite não foi excedido – em média ao nível da União Europeia, o aquecimento doméstico representa 27% e o tráfego rodoviário 11% das emissões de PM2,5 e no caso das emissões de PM10 o aquecimento doméstico representa 19% e o tráfego rodoviário tem 9% de participação.

#### Bélgica
- Antuérpia: Desde 2017, existe um ZBE em Antuérpia, 24 horas por dia, 7 dias por semana. Apenas veículos a diesel acima da norma Euro III (3) e veículos a gasolina acima da norma Euro I (1) podem entrar na ZBE.[24]
- Bruxelas: desde 2018, toda a Região de Bruxelas-Capital é uma ZBE.[25] Apenas veículos a diesel acima da norma Euro IV (4) podem entrar em Bruxelas. Desde 2019, os veículos movidos a gasolina ou gás precisam ser Euro II (2) ou superior.[26]
- Gante introduziu um ZBE em 1 de janeiro de 2020.[27]

#### Dinamarca
A Dinamarca tem ZBEs aplicáveis a veículos com mais de 3,5t. Na Dinamarca, existem ZBEs em Aalborg, Aarhus, Copenhagen, Frederiksberg e Odense.

#### Finlândia
A ZBE está presente em Helsínquia.

#### França
França tem ZBEs na Grande Paris, Grenoble, Lyon, Paris e Estrasburgo.
Desde 1 de julho de 2016, algumas cidades e regiões de França têm Zonas de Baixas Emissões, as designadas por  Zones à Circulation Restrante (ZCR) que estão permanentemente em vigor, e as ZPA e ZPAd (Zones de Protection de l'Air - départmentale) dependentes da qualidade do ar, que são ativadas em função dos níveis de poluição do ar existente num determinado momento. Ao criar uma ZPA, são comunicadas à população informações como a duração, a área abrangida e as vinhetas ambientais dos veículos (autocolantes) que cumprem com os padrões da ZPA. Os veículos cujos proprietários são estrangeiros só podem circular dentro da zona quando tenham a vinheta ambiental correta (autocolante), o designado Certificado de qualidade do ar, Certificat qualité de l'air (Crit'Air), emitido pelo Governo central de França.

As seis vinhetas ambientais (autocolantes) dos veículos, designadas por Certificat qualité de l'air (Crit'Air), existentes em França que são emitidas pelo Governo central, com o Número da placa de identificação (chapa de matrícula) e com o Código QR relativos a esse veículo, da esquerda para a direita: Categorias 5, 4, 3, 2, 1 e veículos elétricos/hidrogénio.

#### Alemanha
Na Alemanha, uma zona de baixas emisssões é chamada de Zona Ambiental (Umweltzone). Existem atualmente 47 Zonas Ambientais em operação ou em planeamento na Alemanha. As cidades de Berlim, Colónia, Hanôver, Mannheim e Estugarda iniciaram Zonas Ambientais nas suas respetivas áreas centrais da cidade em 2008 e mais cidades se seguiram nos anos seguintes.

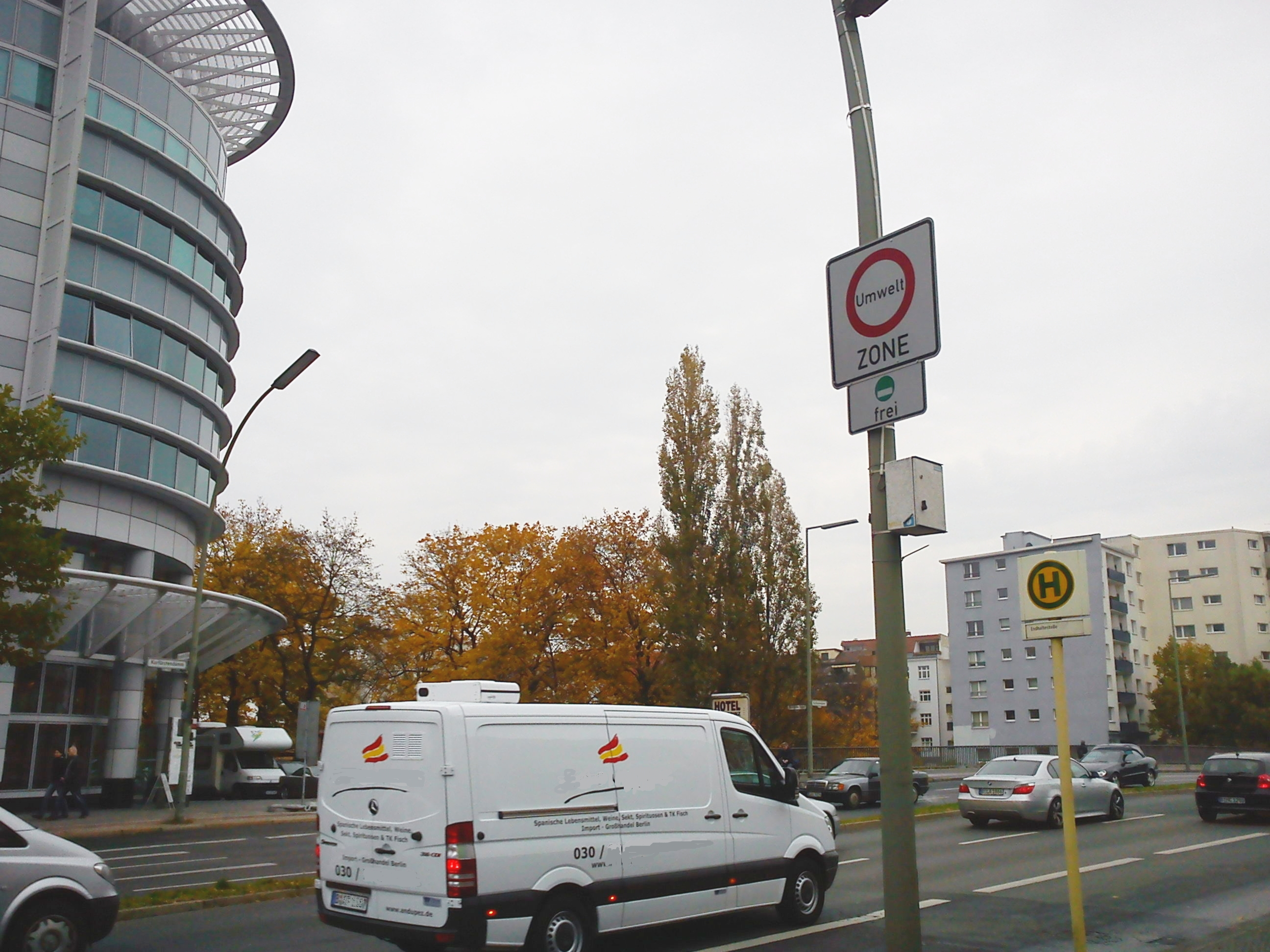
Sinal de início da Zona Ambiental (Umweltzone) de Berlim, que neste caso indica que só permite veículos com a Vinheta Verde.

Os critérios de acesso à Zona Ambiental não se limitam aos veículos pesados de mercadorias, mas também aos veículos ligeiros e pesados de passageiros. O controlo é feito através da afixação de uma vinheta ambiental (autocolante).
Os critérios de classificação das Zonas Ambientais (Umweltzone) foram estabelecidos a nível nacional pelo Governo Federal, através da Lei Federal sobre a rotulagem de veículos a motor com baixo contributo para a poluição, e implicam a aposição obrigatória de um vinheta ambiental (autocolante) no pára-brisas do veículo para poder circular dentro de uma Zona Ambiental (Umweltzone).
|                                                 |                                                             |                                                                       |
| Permite o acesso a veículos com a Vinheta Verde | Permite o acesso a veículos com as Vinhetas Verde e Amarela | Permite o acesso a veículos com as Vinhetas Verde, Amarela e Vermelha |

| Grupo poluente 1                                                                 | Grupo poluente 1 |
| -------------------------------------------------------------------------------- | --- |
| Sem Vinheta autocolante                                                          | - Veículos antigos com motor a gasóleo (diesel) ou com motor a gasolina sem catalisador regulado - Nenhum vinheta (autocolante) será atribuída. Números das chaves de emissão: - Veículos a gasolina: 0, 03-13, 15, 17, 88, 98 - Veículos a gasóleo (diesel): 0-24, 34, 40, 77, 88, 98 |
| Grupo poluente 2                                                                 | |
| Vinheta Vermelha autocolante com a matrícula (placa de identificação) do veículo | Números das chaves de emissão: - Veículos com motores a gasolina: (não fornecidos) - Veículos com motores a gasóleo (diesel): 25-29, 35, 41, 71 |
| Grupo poluente 3                                                                 | |
| Vinheta Amarela autocolante com a matrícula (placa de identificação) do veículo  | Números das chaves de emissão: - Veículos com motores a gasolina: (não fornecidos) - Gasóleo (diesel): 30, 31, 36, 37, 42, 44-52, 72 - Gasóleo (diesel) PM1 (nível de redução de partículas): 14, 16, 18, 21, 22, 25–29, 34, 35, 40, 41, 71, 77 |
| Grupo poluente 4                                                                 | |
| Vinheta Verde autocolante com a matrícula (placa de identificação) do veículo    | - Praticamente todos os motores a gasolina com conversor catalítico regulado (G-Kat) ou veículos com acionamento a célula de combustível, gás líquido, elétrico, gás natural ou etanol Números das chaves de emissão: - Gasolina: 01, 02, 14, 16, 18-70, 71-75, 77 - Gasóleo (diesel): 32, 33, 38, 39, 43, 53-70, 73-75 - Gasóleo (diesel) com filtro de partículas - PM1: 49-52, 27 - PM2: 25, 26, 30, 31, 36, 37, 42, 44-48, 67-70 - PM3: 32, 33, 38, 39, 43, 53-66 |
| Vinheta Azul (em implementação)                                                  | |
| Vinheta Azul autocolante com a matrícula (placa de identificação) do veículo     | Veículos elétricos de bateria Veículos elétricos plug-in Veículos a pilha de combustível. |

Os números das chaves de emissão podem ser encontrados nos Certificados do Registo Automóvel emitidos para os veículos registados na Alemanha. No caso de veículos registados no exterior da Alemanha, o grupo poluente nem sempre é claramente reconhecível nos documentos do veículo. Por esta razão, é utilizado aqui um procedimento simplificado, que se baseia no ano do registo inicial.

#### Itália
A Itália tem ZBE aplicáveis a todos os veículos. Existem ZBE combinadas com sistemas de tarifação de congestionamento (portagem ou pedágio urbano) em Milão e Palermo, bem como zonas de baixas emissões com diferentes padrões e períodos de tempo.

Estas últimas são designadas por Zonas de Tráfego Limitado (Zona a traffico limitato, ZTL) e foram estabelecidas em várias cidades de Itália. Em contraste com as ZBE alemãs, há proibição para os veículos de duas rodas com motores de dois tempos. As ZTL italianas não são as mesmas que as ZBE, uma vez que foram criadas por outros motivos como a segurança pública (o controlo da elevada poluição do ar é apenas um dos objetivos envolvido), sendo que podem respeitar apenas a determinados dias ou horários, que muitas vezes são regulados independentemente da classe de emissões de poluentes do veículo e muitas vezes contêm inúmeras exceções. Ou seja, as ZTL são principalmente zonas com volumes de tráfego intencionalmente reduzidos.

Exemplo de um sinal de trânsito italiano indicando uma Zona de Tráfego Limitado.
Sinal de pré-aviso italiano para a Zona de Tráfego Limitado. Conforme as Diretrizes ZTL de 28 de junho de 2019 (Ministério das Infraestruturas e Transportes).
Sinal de pré-aviso italiano para a Zona de Tráfego Limitado. Conforme as Diretrizes ZTL de 28 de junho de 2019 (Ministério das Infraestruturas e Transportes).
Sinal de pré-aviso italiano para a Zona de Tráfego Limitado. Conforme as Diretrizes ZTL de 28 de junho de 2019 (Ministério das Infraestruturas e Transportes).
O sinal indica o início de uma Zona de Tráfego Limitado (ZTL).
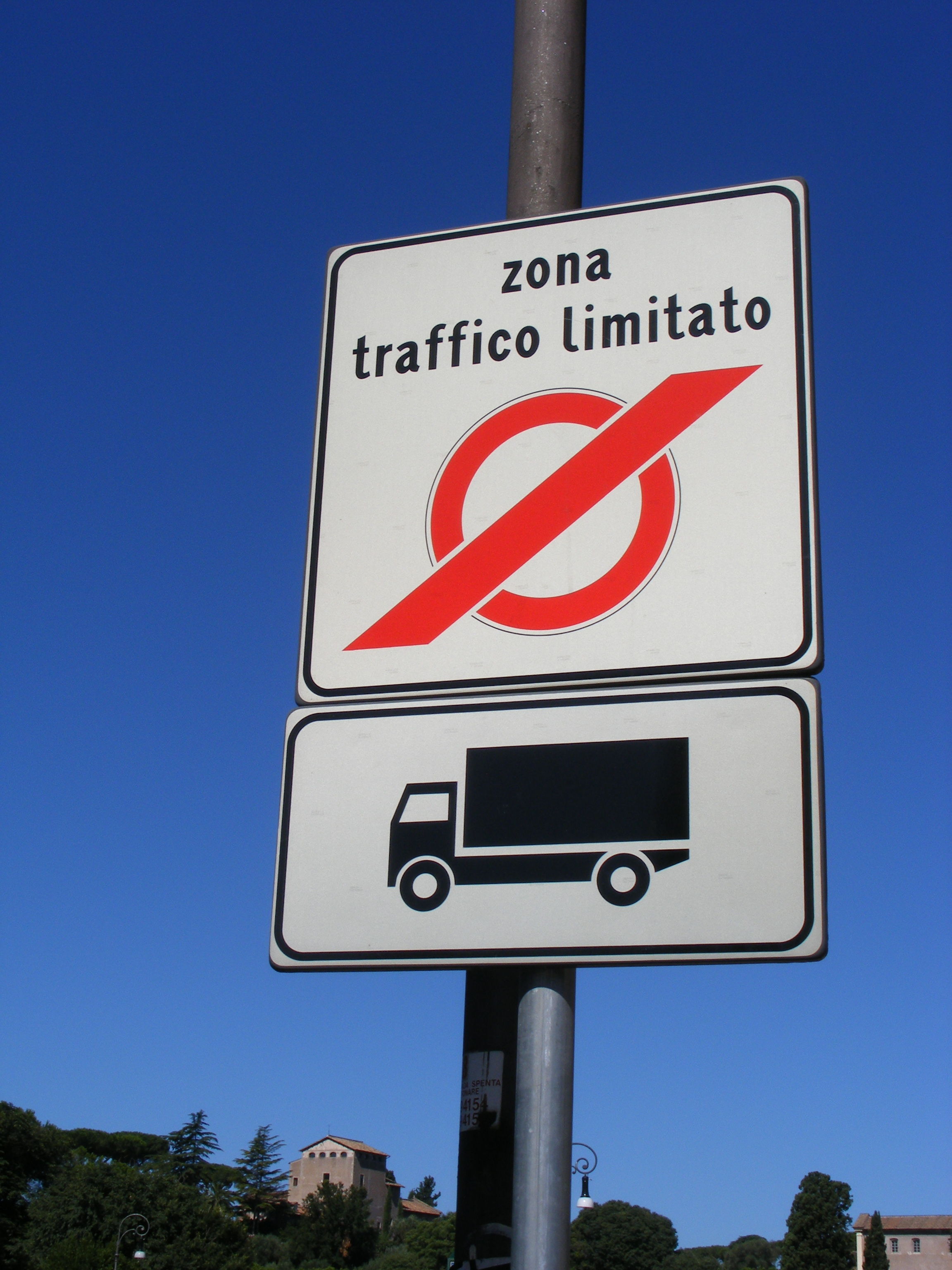
Sinal de fim de uma ZTL (limitado apenas a camiões ou caminhões) em Roma.
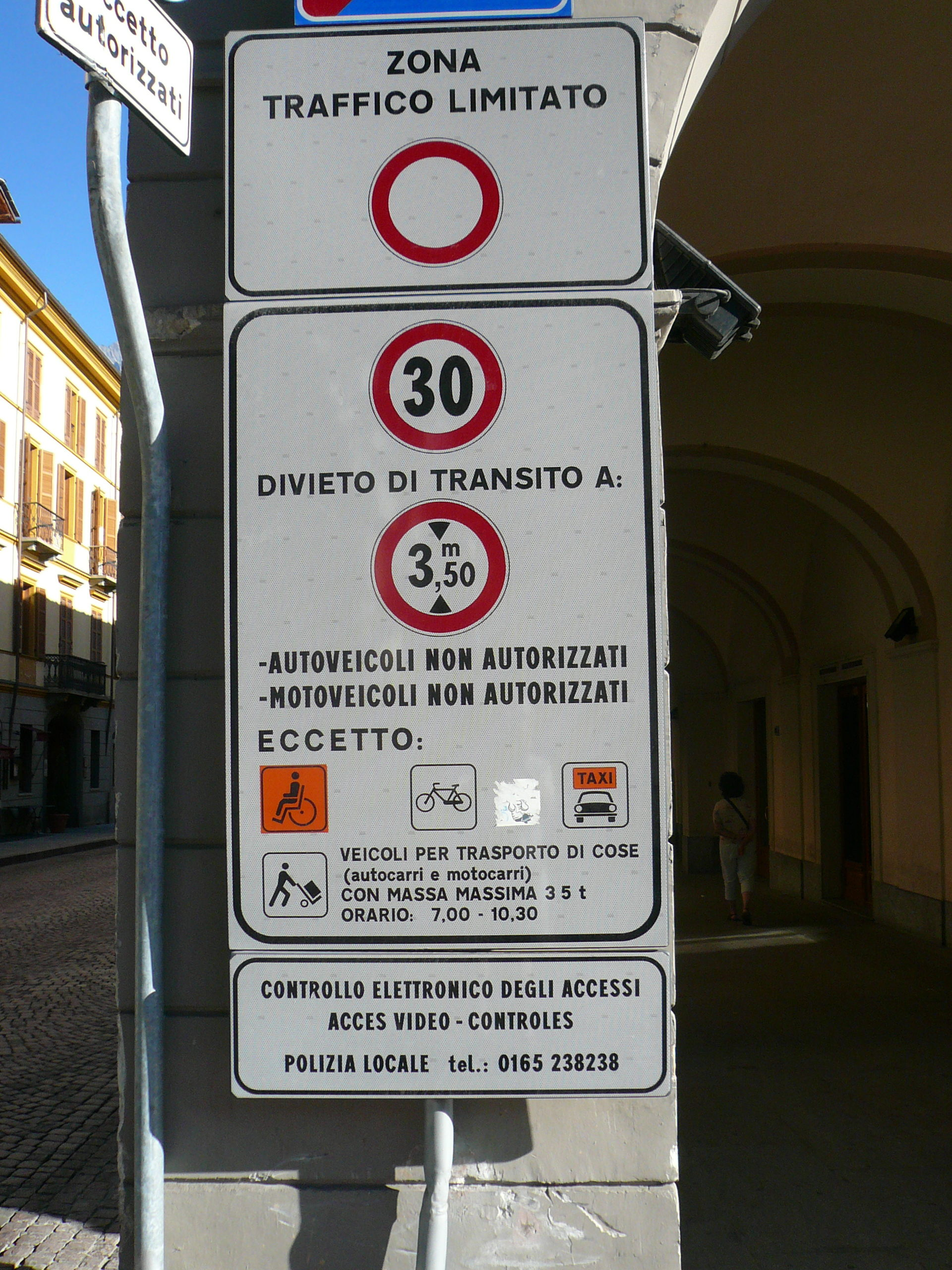
Início de uma ZTL em Xavier de Maistre, Aosta.
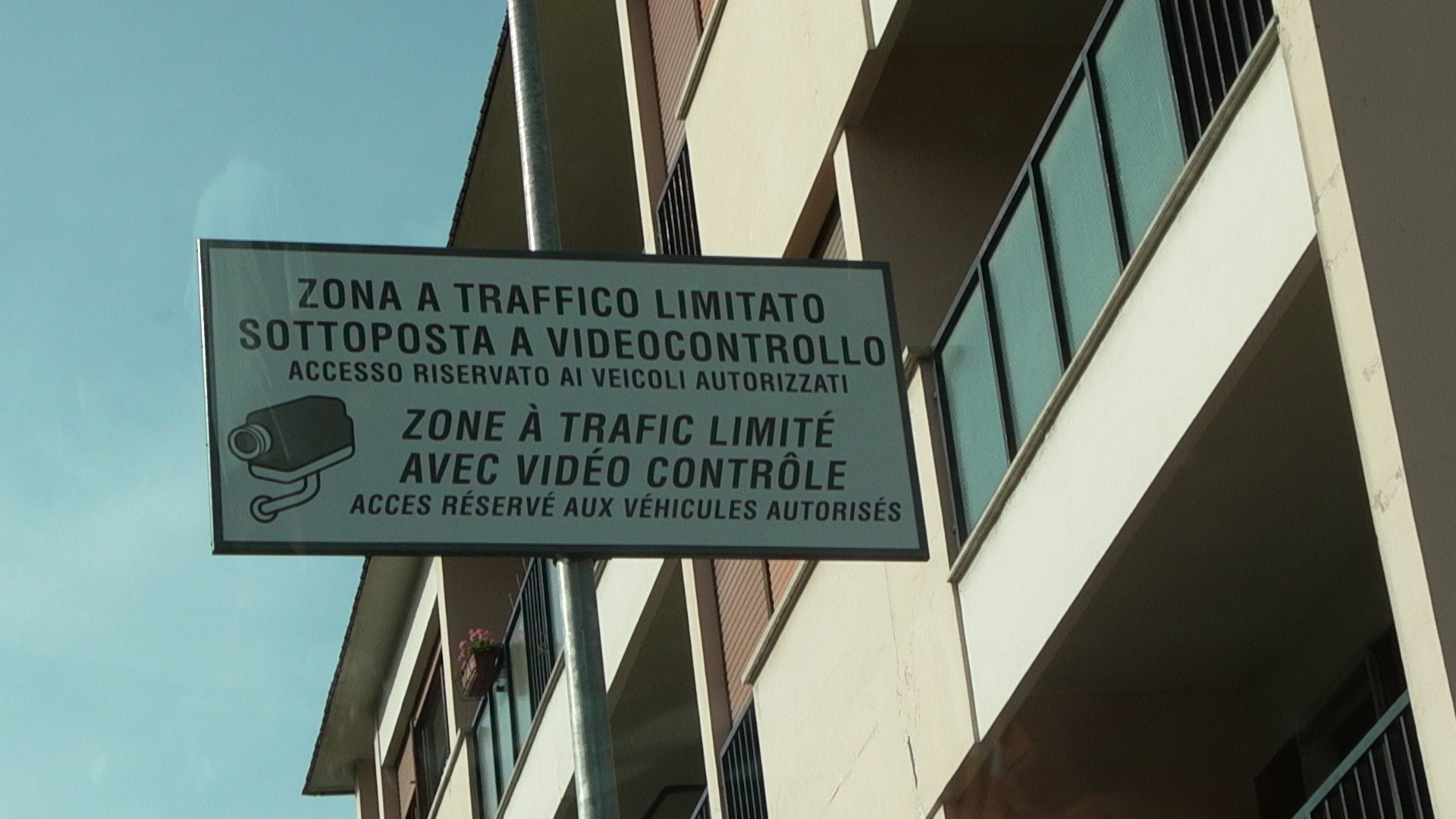
Indicação de controlo eletrónico numa ZTL em Vevey, Aosta.
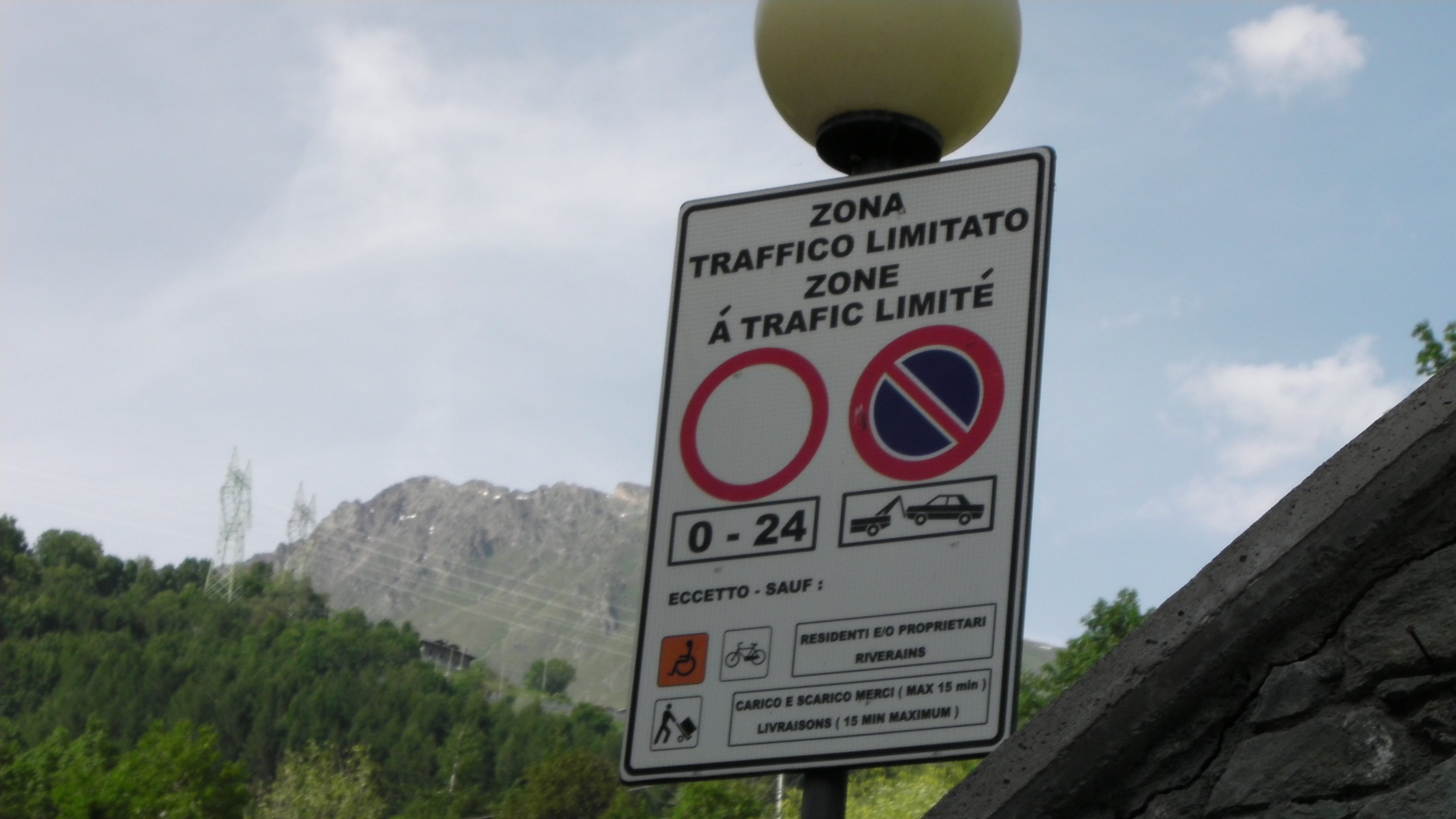
Sinal de início de uma ZTL em Etroubles.
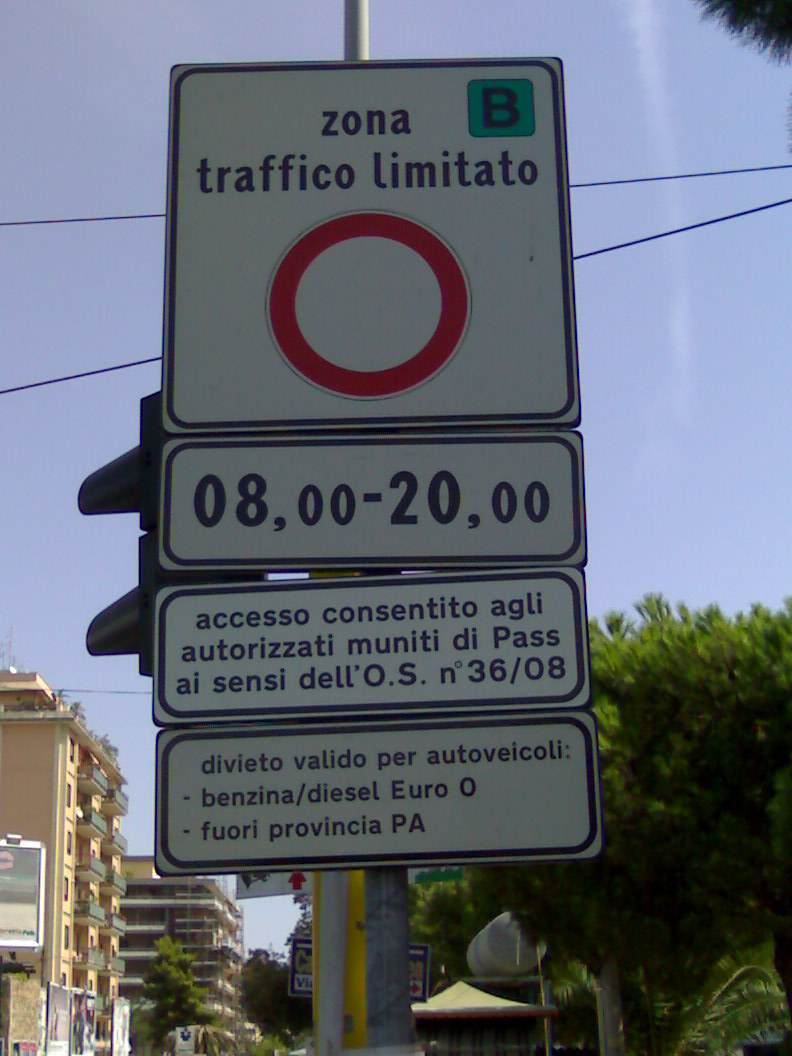
Sinal de início de uma ZTL em Palermo.

#### Países Baixos
ZBEs foram criadas em várias cidades dos Países Baixos. Os veículos não estão marcados com uma vinheta (autocolante), como acontece na Alemanha e em França, mas o grupo poluente é determinado através da leitura eletrónica da placa de identificação de veículo (chapa de matrícula).
Amesterdão, Haia, Utreque e Arnhem têm ZBE (milieuzone) aplicáveis a automóveis de passageiros e a furgões (carrinhas ou vans) de entregas. Somente carros de passeio a diesel e vans de entrega a diesel que atendem aos padrões de emissão do Euro 4 e superior podem entrar nas ZBE. Camiões (caminhões) a diesel e autocarros (ônibus) a diesel devem atender à norma Euro VI (6) ou superior para entrar nas ZBE. A ZBE de Arnhem não se aplica a autocarros (ônibus).
A ZBE de Amsterdão cobre praticamente toda a área para dentro da autoestrada circular A10. A autoestrada em si não faz parte da ZBE.
A ZBE de Haia cobre a área delimitada pelo Centrumring (S100) e Professor B.M. Teldersweg (S200). Estas estradas, bem como a estrada de Lijnbaan para o parque de estacionamento de visitantes e garagem do Hospital HMC Westeinde, não fazem parte da ZBE.

Roterdão tem uma ZBE que se aplica apenas a camiões (caminhões). Os camiões (caminhões) a diesel devem atender ao padrão de emissão Euro VI (6) ou superior.

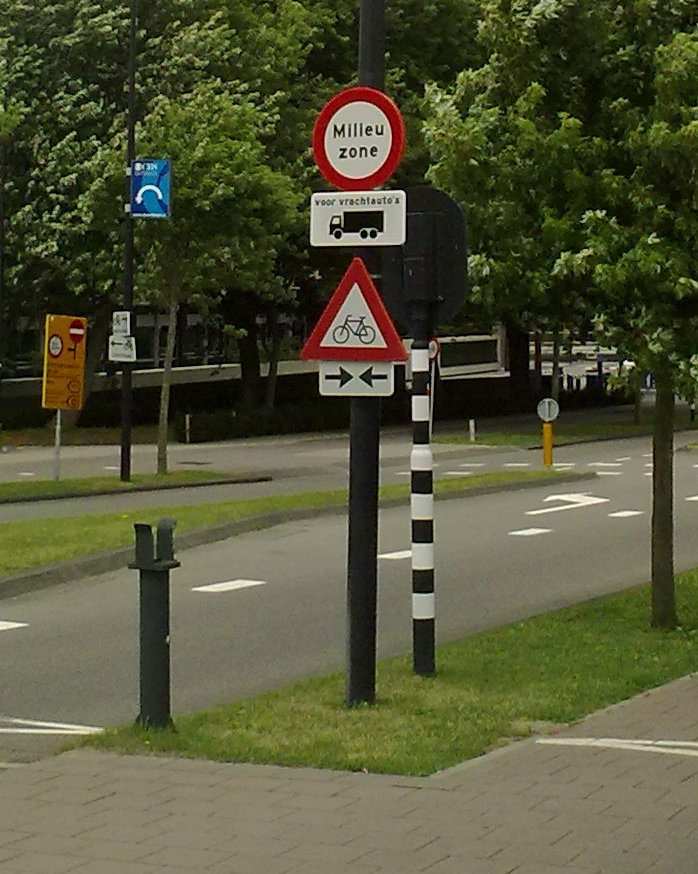
Sinal no início da Zona de Emissões Reduzidas de Amesterdão.
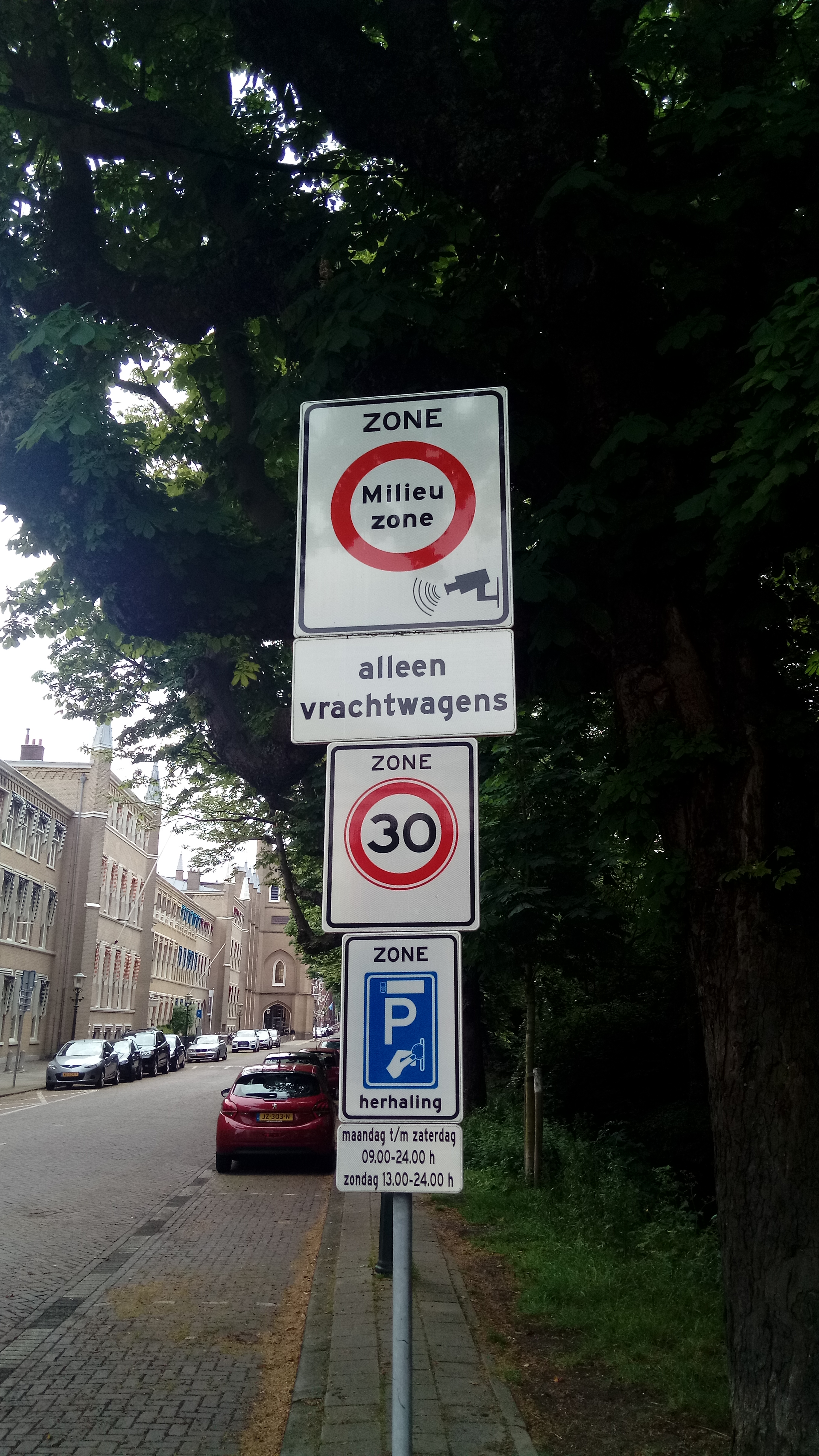
Sinal no início da Zona de Emissões Reduzidas de Haia, informando sobre a existência de um sistema de controlo de câmaras por reconhecimento automático das matrículas (placas de identificação) dos veículos.
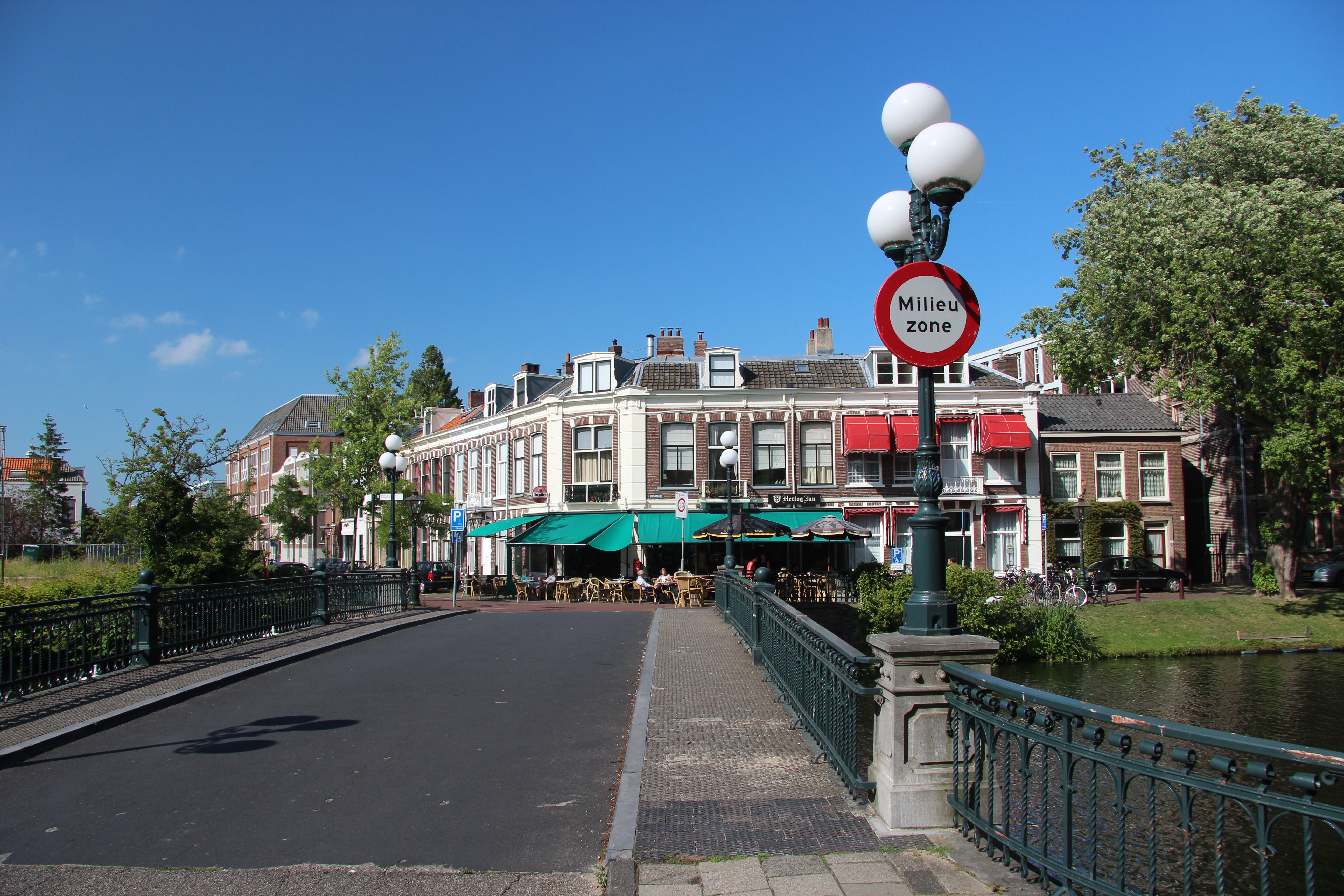
Sinal no início da Zona de Emissões Reduzidas de Leida.
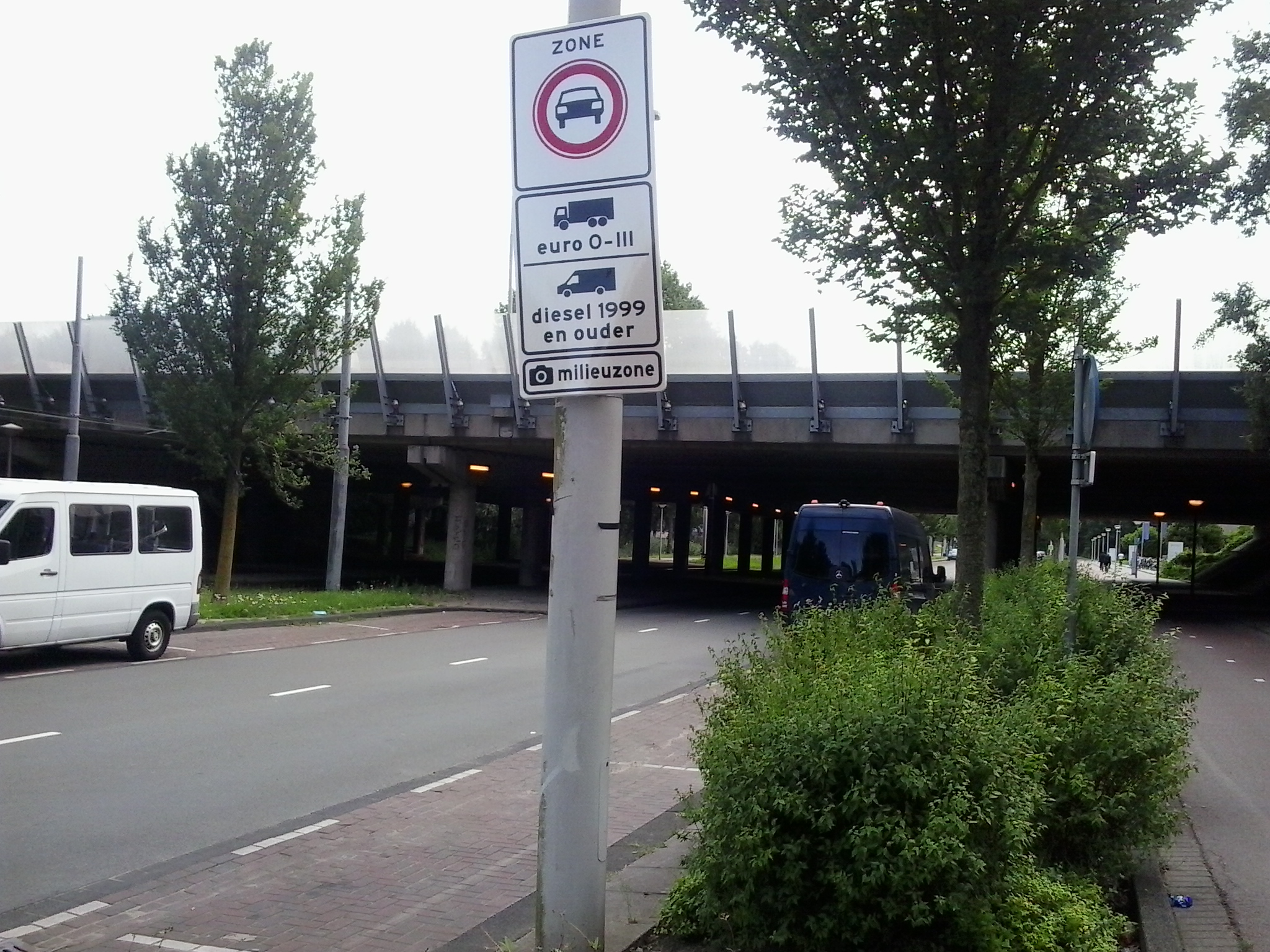
Sinal no início da Zona de Emissões Reduzidas de Amesterdão, informando sobre a existência de um sistema de controlo de câmaras por reconhecimento automático das matrículas (placas de identificação) dos veículos.

#### Noruega
A Noruega tem ZBE em Bergen e Oslo.

#### Portugal
Portugal tem uma ZBE em Lisboa.

#### Espanha
Pontevedra foi a primeira cidade espanhola a proibir o trânsito no seu núcleo urbano, em 1999. Málaga e Sevilha foram as cidades seguintes a estabelecer zonas de baixas emissões (ZBE), com tráfego permitido apenas para residentes, em 2009. Sevilha reverteu a sua zona de baixa emissão sob a governação municipal de Juan Ignacio Zoido em 2011, mas em agosto de 2021 um novo sistema estava em processo de implementação.
Madrid estabeleceu a sua ZBE em 2018 no centro da cidade, designada por Madrid Central, e Barcelona aprovou-a em 2020.
As principais Zonas de Baixas Emissões em Espanha são a Zona de Baixas Emissões Rondas de Barcelona e Madrid Distrito Centro. No entanto, a Lei de Alterações Climáticas e Transição Energética (Lei 7/2021, de 20 de maio), exige o estabelecimento de ZBEs em todas as cidades espanholas com mais de 50.000 habitantes até 2023.
As Zonas de Baixas Emissões (ZBE) de Espanha são áreas urbanas ou metropolitanas geograficamente definidas para a aplicação de medidas destinadas a melhorar a qualidade do ar.
Uma das ferramentas para a criação e gestão das ZBE é a promoção de formas de mobilidade menos poluentes, criando infraestruturas que priorizem a caminhabilidade e a ciclabilidade, além de oferecer serviços de transporte público, gerando uma maior diversidade de ofertas de meios de transporte que reduzam a uso dos veículos particulares.
Além disso, no que diz respeito aos veículos, são promovidos sistemas de veículos partilhados e foi incluída a etiquetagem dos veículos, tendo em conta o seu nível de emissões. A etiquetagem permite que os veículos sejam classificados em cinco categorias, de acordo com as suas emissões de alguns poluentes, especificamente NOx e PM10.
O acesso às Zonas de Baixas Emissões (ZBE) de Espanha é feito de acordo com uma classificação em Vinhetas ambientais (autocolantes), designadas por Distintivo ambiental DGT, e que são emitidas desde 2016 pelo Governo central através da Direção Geral de Trânsito da seguinte forma:
| Vinheta ambiental (Distintivo ambiental DGT) | Vinheta ambiental (Distintivo ambiental DGT) | Requisitos |
| -------------------------------------------- | -------------------------------------------- | --- |
|                                              | Etiqueta 0 emissões, Azul                    | Identifica os veículos mais eficientes. Têm direito a esta etiqueta os veículos: - elétricos de bateria (BEV) - elétricos de autonomia estendida (REEV) - elétricos híbridos plug-in (PHEV) com autonomia de 40 km - veículos de pilha de combustível. |
|                                              | Etiqueta Eco                                 | A seguinte na etapa de eficiência. - veículos elétricos plug-in com autonomia inferior a 40 km - híbridos não plug-in (HEV) - veículos movidos a gás natural (GNC) e gás (GNV ou GNL) ou gás liquefeito de petróleo (GLP)Estes veículos têm de ter cumprido previamente os critérios da Etiqueta C, verde. |
|                                              | Etiqueta C, Verde                            | Veículos de combustão interna que cumprem as mais recentes normas de emissões EURO. Terão direito a esta etiqueta os: - veículos de passageiros e furgões (camionetas ou vans) ligeiros a gasolina matriculados a partir de janeiro de 2006 e a gasóleo (diesel) a partir de setembro de 2015 - veículos com mais de 8 lugares e pesados, a gasolina e a gasóleo, matriculados desde 2014.                                           |
|                                              | Etiqueta B, Amarela                          | Veículos de combustão interna que, embora não cumpram as mais recentes especificações das normas de emissões EURO, cumprem as anteriores normas. Terão direito a esta etiqueta: - veículos de passageiros e furgões (camionetas ou vans) ligeiros a gasolina matriculados a partir de 1 de janeiro de 2001 e a gasóleo a partir de 2006 - veículos com mais de 8 lugares e pesados, a gasolina e a gasóleo, matriculados desde 2006. |
| Sem Etiqueta                                 | Sem Etiqueta                                 | Qualquer outro veículo não é elegível para nenhum tipo de Vinhetas ambientais por não cumprir os requisitos para ser etiquetado como veículo limpo. |

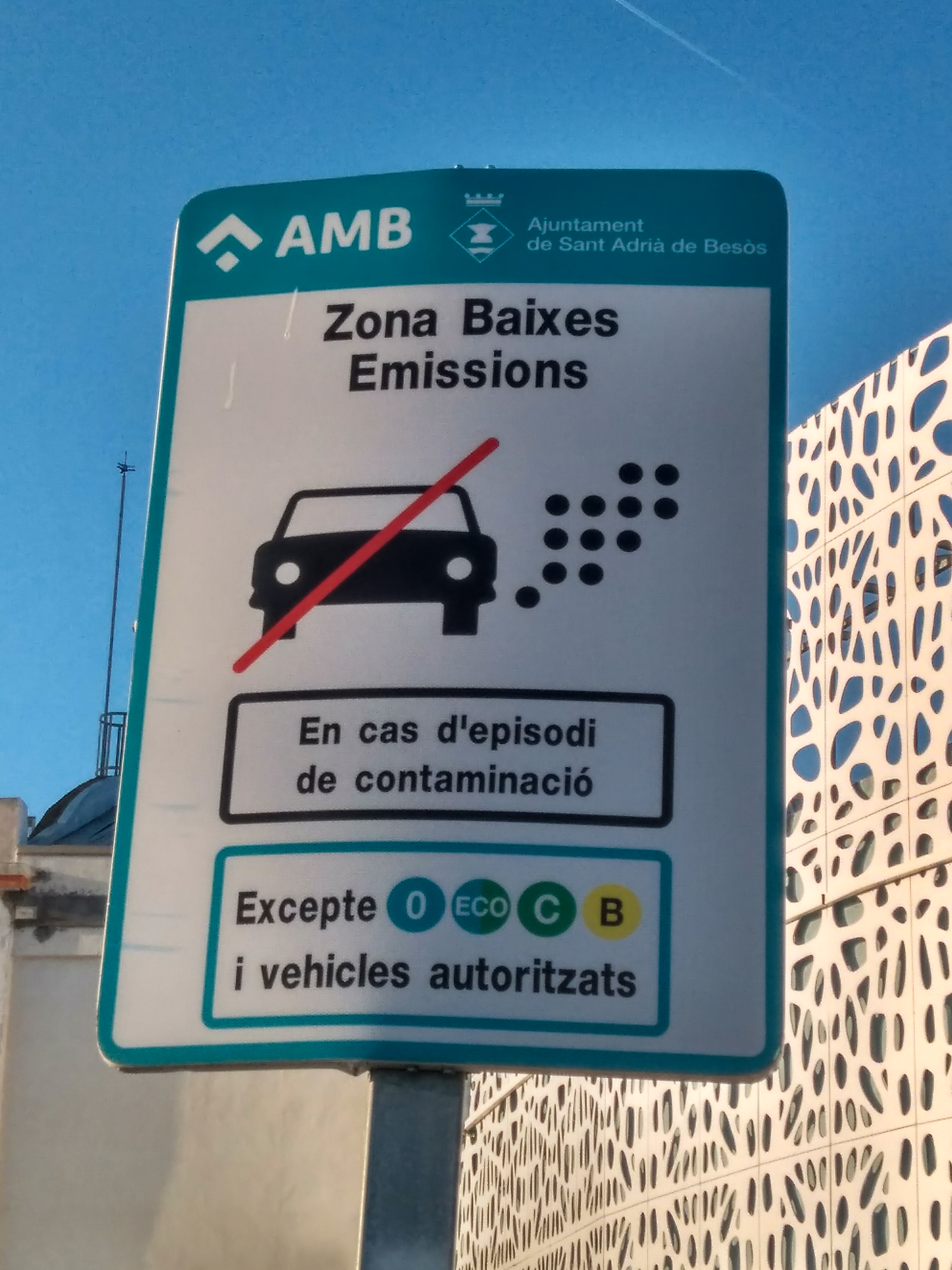
Sinal indicando o início da Zona de Baixas Emissões (ZBE) de Rondas de Barcelona entre San Adrián de Besós e Badalona.
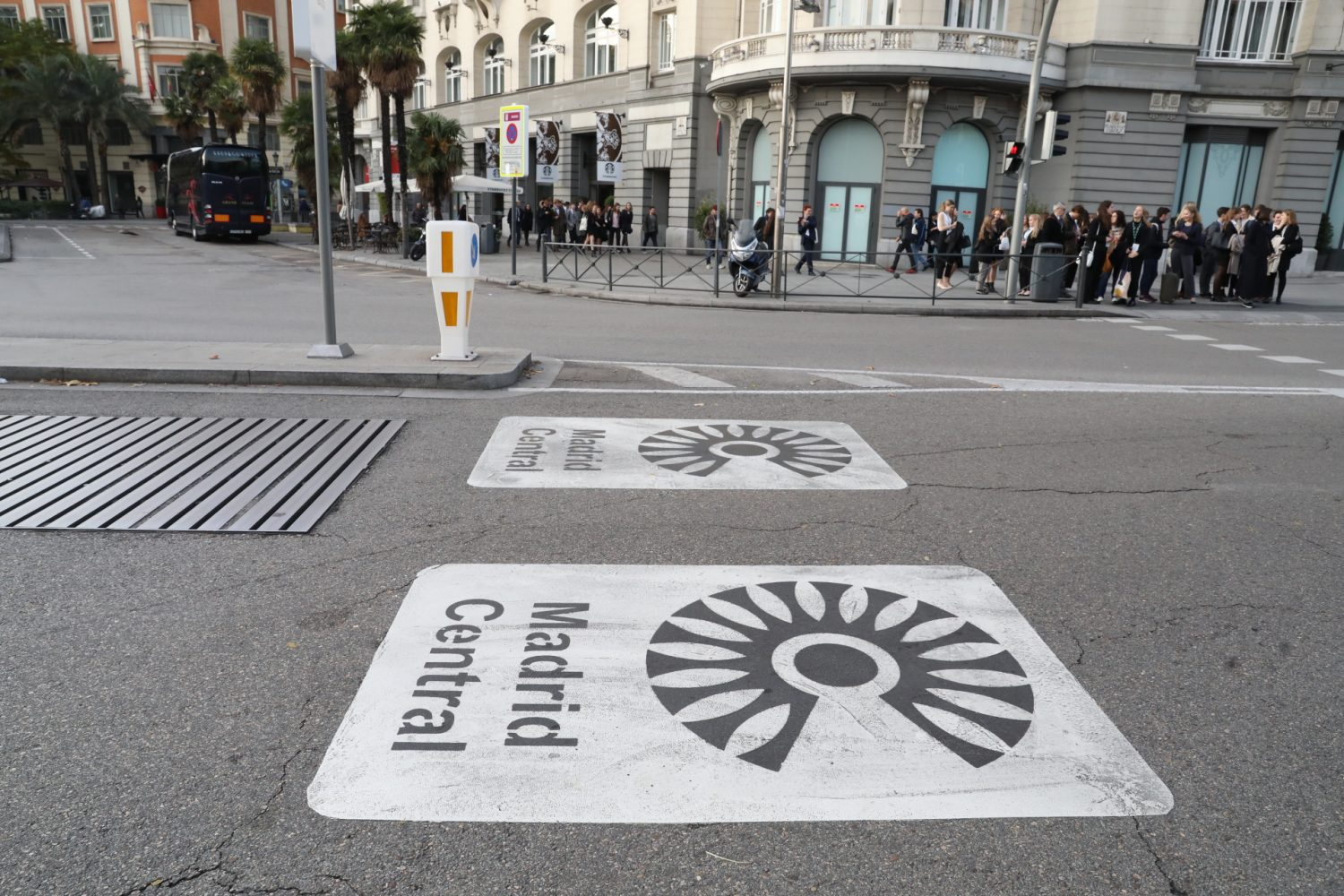
Indicação no solo do início da Zona de Baixas Emissões (ZBE) de Madrid Central.

#### Suécia

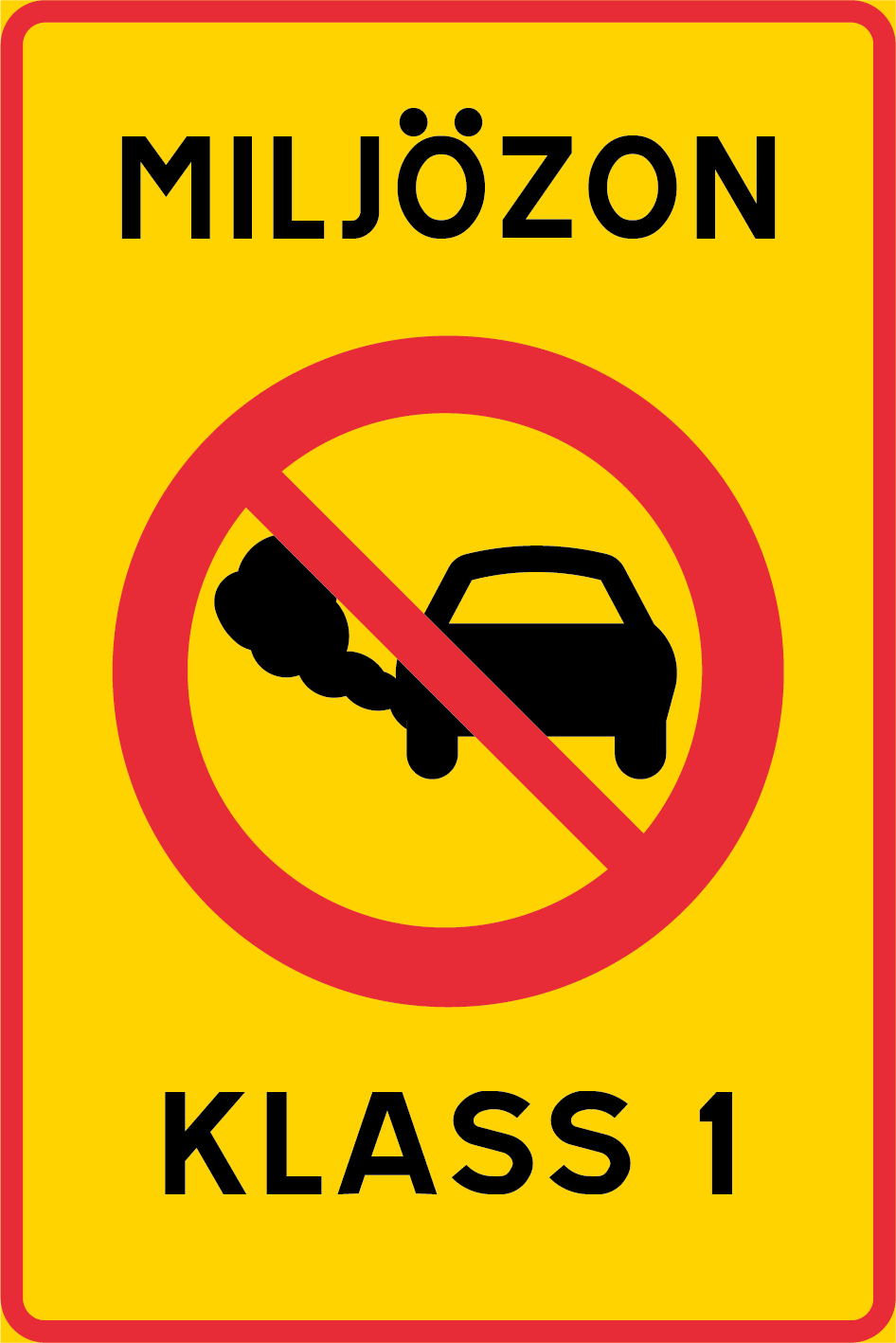
Sinal utilizado na Suécia que apenas pemite a entrada na Zona de Baixas Emissões a veículos da Classe poluente 1.

As cidades de Gotemburgo, Lund, Malmö, Helsingborg, Mölndal, Uppsala, Umeå e Estocolmo têm zonas de baixas emissões. Camiões (caminhões) pesados e autocarros (ônibus) com motores de ignição por compressão (principalmente motores a diesel) podem não ser permitidos dentro das zonas de baixas emissões, dependendo da sua idade e da sua classe de emissão.

#### Reino Unido

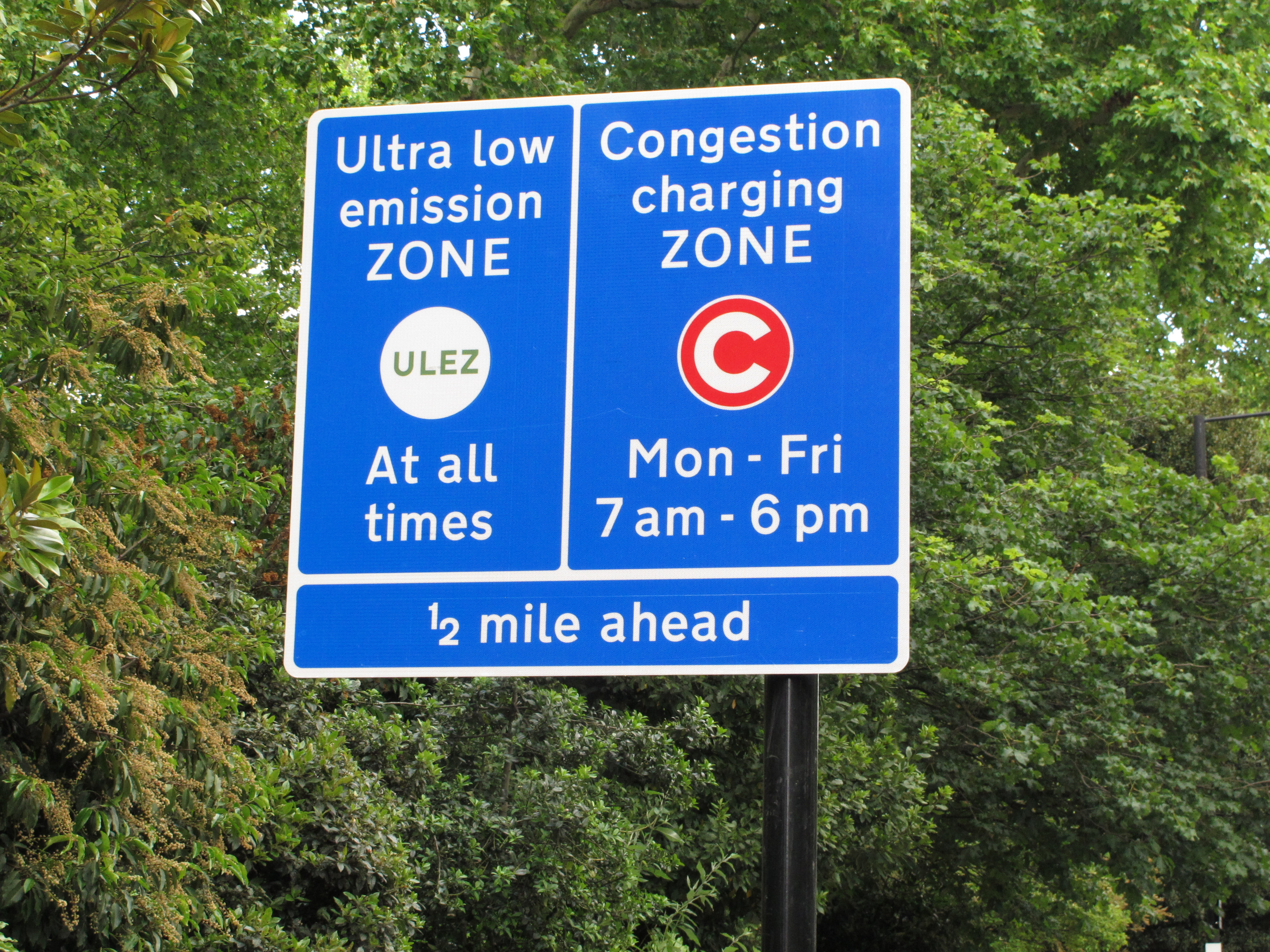
Sinal para a Zona de Ultra Baixas Emissões (ZUBE) em Londres (lado esquerdo do sinal).

No Reino Unido, as ZBE são designadas de Zonas de Ar Limpo (Clean Air Zones) pelo Governo.
A Zona de Baixas Emissões de Londres entrou em vigor em 2008 cobrindo quase toda a Grande Londres – a maior zona deste tipo no mundo. Londres atualmente tem níveis de poluição do ar entre os piores da Europa e as emissões relacionadas com o transporte rodoviário são responsáveis por cerca de metade das emissões totais de PM10 e NOx na capital. Camiões (caminhões), autocarros (ônibus), camionetas (camionetes), furgões (carrinhas ou vans), miniautocarros (miniônibus) e outros veículos pesados derivados dos camiões (caminhões) e furgões (carrinhas ou vans), tais como autocaravanas e caixas (boxes) para cavalos motorizadas. Houve uma introdução faseada do sistema de 2008 a 2012. Diferentes veículos foram restringidos ao longo do tempo e padrões de emissões cada vez mais rígidos foram aplicados.
A Zona de Ultra Baixas Emissões de Londres começou em 8 de abril de 2019. No contexto da pandemia de coronavírus, o governate municipal Sadiq Khan pediu à Transport for London (TfL) que suspendesse a aplicação da próxima fase dos padrões ZBE, que deveria entrar em vigor em 26 outubro, para que fossem aplicáveis apenas a partir do final de fevereiro de 2021.

Sinal de uma Zona de Ultra Baixas Emissões (ZUBE), Ultra Low Emission Zone (ULEZ).

Glasgow introduziu uma Zona de Baixas Emissões (ZBE) no final de 2018. Inicialmente, apenas os autocarros (ônibus) no centro da cidade são restringidos. O conselho da cidade planeia estender as restrições a todos os veículos, incluindo os veículos mais antigos a gasolina e a diesel, a partir de dezembro de 2022. Norwich, Leeds e York também introduziram uma ZBE.
Desde 2015, mais de 60 autoridades locais receberam ordens para combater os níveis ilegais de poluição do ar, razão pela qual muitas delas planeiam introduzir zonas de ar limpo. As seguintes cidades têm planos para introduzir ZBEs: Aberdeen (2020), Bath (2021), Birmingham (2019), Derby, Dundee (2020), Edimburgo (2020), Manchester (2022), Newcastle (2021) e Sheffield (2021).

A partir de junho de 2020, Oxford afirmou que se tornaria a primeira cidade a implementar um sistema de Zona de Zero Emissões (ZZE), começando com uma pequena área a entrar em vigor em meados de 2021. Foi adiado de 2020 para 2021 devido aos impactos económicos da pandemia de COVID-19. No entanto, a proposta pode ser descrita com mais precisão como uma Zona de Baixas Emissões ou Zona de Ultra Baixas Emissões, pois qualquer veículo pode entrar mediante o pagamento de uma tarifa. O plano é expandir a ZZE gradualmente para uma zona muito maior, até que a ZZE abranja a maior parte do centro da cidade até 2035.

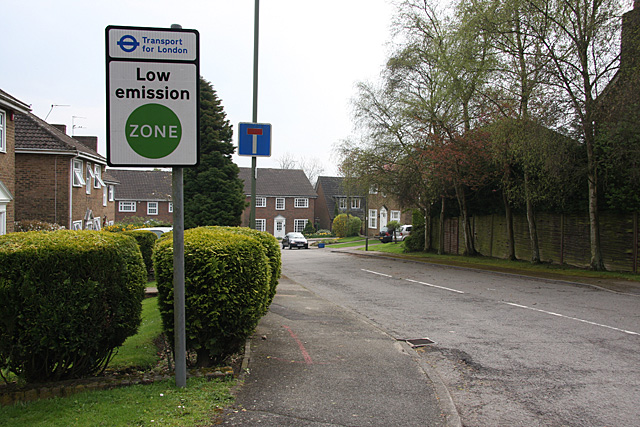
Sinal de início da Zona de Baixas Emissões de Londres.
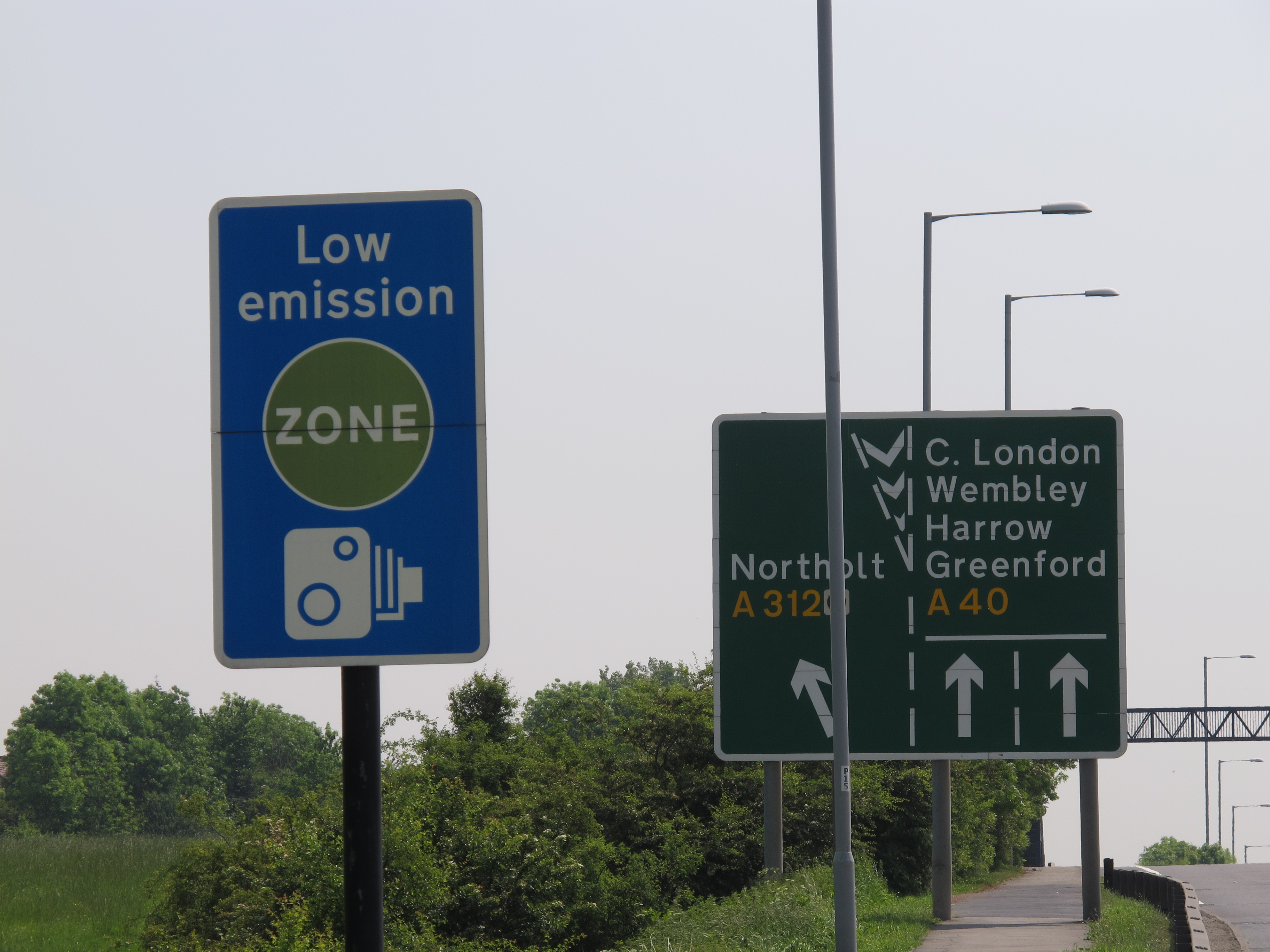
Sinal para relembrar o condutor da presença numa Zona de Baixas Emissões e da existência de um controlo automático de veículos, em Northolt.
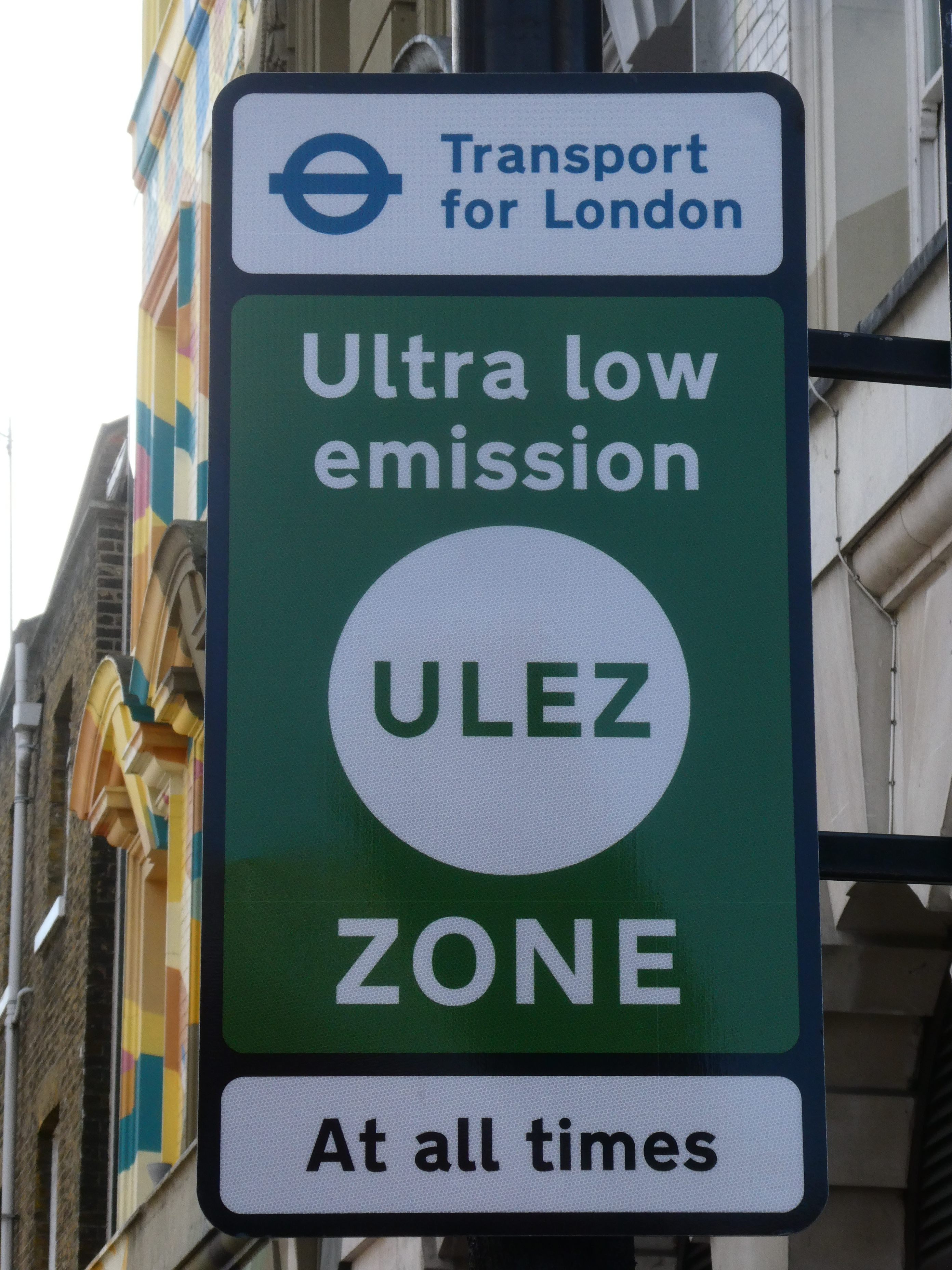
Sinal de uma Zona de Ultra Baixas Emissões em Londres.

### Ásia

#### China
Uma ZBE está presente em Pequim.

#### Hong Kong
Desde o final de 2015, o governo de Hong Kong designou três entroncamentos principais em Central, Causeway Bay e Mong Kok como Zona de Baixas Emissões para autocarros (ônibus) alugados. Para trajetos de autocarros (ônibus) que entram nestas três zonas, os operadores de autocarros (ônibus) alugados são obrigados a usar apenas autocarros (ônibus) que atendam aos padrões de emissão Euro IV ou superiores. O sistema ZBE não abrange veículos que não sejam autocarros (ônibus) alugados. A partir de 31 de dezembro de 2019, o padrão de entrada na ZBE foi aumentado para Euro V.

#### Japão
Em Tóquio, o governo municipal decidiu controlar as emissões de veículos a diesel (emissões de material particulado,...) de forma muito mais restritiva do que o Governo central.